# Reina Hardesty
Reina Hardesty (* 4. Januar 1996 im Orange County, Kalifornien) ist eine US-amerikanische Schauspielerin und Kamerafrau.

## Leben
Reina Hardesty wurde im kalifornischen Orange County als Tochter der japanischstämmigen Manako Ihaya und des US-Amerikaners Greg Hardesty geboren. Sie debütierte 2015 in einer Episode der Fernsehserie Yes, Doctor...? als Schauspielerin. Von 2015 bis 2016 war sie in drei Kurzfilmen als Kamerafrau tätig und wirkte zusätzlich in zwei dieser Filmen als Schauspielerin mit. Von 2017 bis 2018 war sie in insgesamt 14 Episoden des Netflix Original Greenhouse Academy in der Rolle der Aspen Fairchild und in 15 Episoden der Fernsehserie StartUp als Stella Namura zu sehen.
Sie übernahm im 2019 erschienenen Videospiel Far Cry New Dawn eine Sprecherrolle. Hardesty verkörperte die Rolle der Superschurkin Weather Witch in den Fernsehserien The Flash und Legends of Tomorrow sowie in Crisis on Infinite Earths.

## Filmografie (Auswahl)

### Schauspiel
- 2015: Yes, Doctor…? (Fernsehserie, Episode 1x11)
- 2015: Hai's Retirement (Kurzfilm)
- 2015: A Dish Best Served (Kurzfilm)
- 2016: Bluffside Drive (Fernsehserie)
- 2016: Astrid Clover (Fernsehserie, Episode 3x16)
- 2016: Coming Out (Kurzfilm)
- 2017: LAid (Fernsehfilm)
- 2017–2018: Greenhouse Academy (Fernsehserie, 14 Episoden)
- 2017–2018: StartUp (Fernsehserie, 15 Episoden)
- 2018: Timeless (Fernsehserie, Episode 2x05)
- 2018: The Honor List
- 2018–2019: The Flash (Fernsehserie, 3 Episoden)
- 2019: Wild Boar
- 2020: Legends of Tomorrow (Fernsehserie, Episode 5x00)
- 2020: All Rise – Die Richterin (All Rise, Fernsehserie, Episode 1x19)
- 2020: Brockmire (Fernsehserie, 6 Episoden)
- 2020: Oh, Sorry (Kurzfilm)
- 2022: My Secret Life (What Comes Around)
- 2023: The Secret Art of Human Flight
- 2024: Zeig mir, wer du bist (It’s What’s Inside)
- 2025: Butterfly (Fernsehserie, 6 Episoden)

### Kamera
- 2015: A Dish Best Served (Kurzfilm) (auch Filmschnitt)
- 2016: Inspired (Kurzfilm)
- 2016: Coming Out (Kurzfilm)

## Synchronisation
- 2019: Far Cry New Dawn (Videospiel)